# Anaconda (phim)
Anaconda (tựa Việt: Trăn Nam Mỹ) là bộ phim kinh dị phiêu lưu năm 1997 của đạo diễn  Luis Llosa với dàn diễn viên Jennifer Lopez, Ice Cube, Jon Voight, Eric Stoltz, Jonathan Hyde,Owen Wilson.Phim tập trung vào một đoàn làm phim tài liệu đã bị một kẻ săn rắn lợi dụng họ để bắt một con trăn anaconda khổng lồ được phát hiện trong rừng mưa Amazon.
Trong khi bộ phim nhận được hầu hết những nhận xét tiêu cực từ các nhà phê bình,nhưng đây là một thành công về doanh thu phòng vé và sau đó là một loạt phim sau này.

## Nội dung
Trên Sông Amazon, một người săn trộm động vật hoảng sợ trước một sinh vật bí ẩn lên thuyền của anh ta. Khi sinh vật sắp bắt được người săn trộm thì anh ta đã tự sát để không bị nó giết chết. Trong khi đó, một đoàn phim gồm có Terri Flores, Steven Cale, Danny Rich, Gary Dixon, Denise Kalberg, Warren Westridge và Mateo, thuyền trưởng, muốn làm phim tài liệu về bộ lạc Shirishama trong Rừng mưa Amazon. Họ sử dụng một chiếc thuyền để vào rừng, trên đường đi họ gặp thợ săn Paul Serone, người nói rằng ông ta có thể giúp họ tìm bộ lạc Shirishama.
Hầu hết mọi người đều không thoải mái khi gặp Serone. Cale bị một con ong bắp cày đốt và bất tỉnh. Serone đã cứu mạng Cale nhưng sau đó ông ta nắm quyền chỉ huy mọi người, buộc họ giúp ông ta đạt được mục tiêu thật sự của mình là săn lùng một con trăn anaconda xanh khổng lồ để đổi lấy một triệu USD tiền thưởng.
Mateo trở thành nạn nhân đầu tiên bị con trăn giết, nó quấn quanh người và sau đó bẻ gãy cổ anh. Một bức ảnh trên một tờ báo cũ cho thấy Mateo, Serone và người săn trộm đã từng cùng nhau đi săn động vật, bao gồm cả trăn. Những người khác cố gắng tìm Mateo trong khi Gary về phe với Serone. Ông ta sau đó giết một con khỉ để dùng làm mồi nhử con trăn. Đêm đó, con trăn tấn công chiếc thuyền. Serone cố gắng bắt con trăn nhưng nó đã nuốt chửng Gary rồi tẩu thoát. Sau đó mọi người bàn bạc rồi lên kế hoạch khống chế và thành công trói Serone lại.
Ngày hôm sau, chiếc thuyền bị kẹt ở gần thác nước, buộc Terri, Danny và Westridge phải xuống nước để xử lý. Denise định giết Serone để trả thù cho cái chết của Gary nhưng Serone đã siết cổ cô đến chết bằng đôi chân trước khi đá xác cô xuống nước. Con trăn quay lại và giết chết Westridge, sau đó suýt nữa giết Danny. Terri đã bắn vào đầu con trăn, giết chết nó. Serone thoát ra khỏi dây trói rồi tấn công Terri và Danny. Cale, lúc này đã tạm tỉnh, đâm Serone bằng một mũi tên tẩm thuốc mê, sau đó Danny đấm ông ta ngã xuống sông nhưng họ nhận ra mũi tên đã tuột khỏi lưng Serone.
Serone bắt kịp Terri và Danny tại một nhà xưởng bị bỏ hoang, sau đó sử dụng họ làm mồi nhử để bắt con trăn anaconda thứ hai. Con trăn nhanh chóng tìm đến Terri và Danny thì bị Serone phục kích, nhưng nó thoát ra khỏi cái lưới, tấn công và nuốt chửng ông ta. Trong lúc tháo chạy, Terri tìm thấy một cái tổ đầy những con trăn con. Con trăn nôn ra xác Serone và đuổi theo Terri. Danny dùng lửa thiêu cháy con trăn, vụ nổ sau đó đã làm nó văng ra khỏi tòa nhà và rơi xuống sông. Con quái vật trồi lên ở sàn bến, định tấn công lần nữa thì bị giết bởi nhát rìu của Danny. Terri và Danny quay lại chiếc thuyền, lúc này Cale cũng đã khỏe lại. Trên đường ra khỏi khu rừng, họ phát hiện bộ lạc Shirishama. Lúc đó, họ nhận ra Serone đã đúng và bắt đầu ghi hình.

## Diễn viên
Jennifer Lopez... vai Terri Flores, đạo diễn bộ phim tài liệu
Eric Stoltz...vai GS nhân loại học Steven Cale, người quyết tâm đi tìm bộ lạc Shirishama
Ice Cube...vai Danny Rich, Quay phim của đoàn phim
Jon Voight... vai Paul Serone, người săn rắn từ Paraguay
Owen Wilson...vai Gary Dixon, kỹ sư phụ trách âm thanh của đoàn phim
Kari Wuhrer... vai Denise Kalberg, giám đốc sản xuất của đoàn phim
Jonathan Hyde...vai Warren Westridge, người thuyết minh
Danny Trejo... vai thợ săn trộm